# Тароко
Народ Тароко (кит.: 太魯閣族; піньїнь: Tàilǔgézú), також відомий як народ Труку — корінний народ Тайваню. Тароко — це також назва району Тайваню, де проживають Тароко. Виконавчий юань Республіки Китай офіційно визнав Тароко корінною спільнотою з 15 січня 2004 року. Тароко стали 12-ю групою тубільців Тайваню, яка отримала це визнання.
Раніше Тароко та споріднені седіки класифікувалися в групі атаялів. Тароки для себе вимагали окремого статусу через кампанію «виправлення імені».
Тароко чинили опір і билися з японцями у війні Труку 1914 року.

## Відомі тароки
- Боке Косанг, актор і співак
- Чень Таомін, політик
- Лін Юе Хан, футболіст
- Цзен Шучін, співак